# Batalha da Praça Muranów

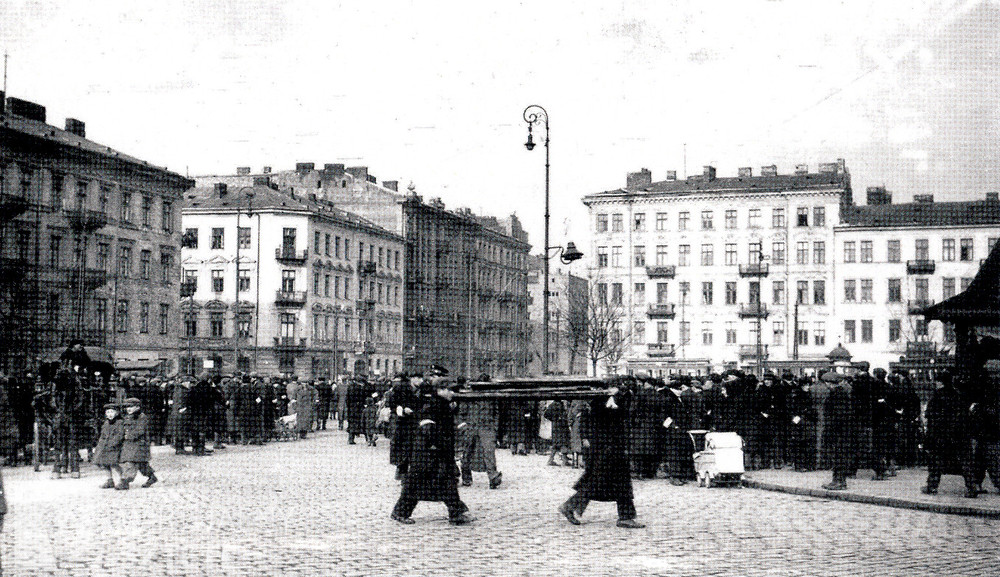
Praça Muranów em Varsóvia, 1941.

A Batalha da Praça Muranów foi uma batalha, entre a União Militar Judaica (ŻZW) e as tropas da Alemanha Nazista, que ocorreu durante a Revolta do Gueto de Varsóvia, entre 19 e 22 de abril de 1943. 
O confronto com as forças alemãs, sob comando de Jürgen Stroop, que estavam destruindo o gueto, e as forças insurgentes judaicas, sob o comando de Paweł Frenkel, ocorreram na Praça Muranów, em Varsóvia, na Polônia ocupada.
Segundo relatos de dois militares poloneses, e Henryk Iwański, a luta foi retomada em 27 e 28 de abril de 1943, e uma unidade do Corpo de Segurança polonês participou do combate.

## História

### Origens
Após o fechamento do gueto de Varsóvia, realizado pelos nazistas no verão de 1942, cerca de 300 mil judeus foram deportados para o campo de extermínio de Treblinka, onde foram assassinados.
Um grupo de jovens ativistas judeus fundou duas organizações militares para combater os nazistas: a Organização Judaica de Combate (ŻOB), ligada a União Judaica Trabalhista da Lituânia, Polónia e Rússia (Bund), de esquerda, e a União Militar Judaica (ŻZW), ligada aos Sionistas-Revisionistas, de direita. Estas organizações, devido as diferenças políticas, não chegaram a um acordo sobre como unir forças (a ŻOB, maior delas, convidou a ŻZW à se juntar às suas fileiras homem a homem, não como uma organização separada).  
Segundo Marek Edelman, poucos dias antes do início do levante, os dois grupos armados se encontraram no gueto. Além de Edelman, a ŻOB também foi representada por Mordechai Anielewicz e Icchak Cukierman. Segundo Edelman, os combatentes do ŻZW sacaram seus revólveres e, chantageando os membros do ŻOB, tentaram obrigá-los a se subordinar à sua organização. Houve uma briga seguida de um tiroteio entre os dois grupos, mas ninguém se feriu.
Considerando as fortes tensões, e até mesmo o ódio, na Palestina, entre os Socialistas dominantes e os Revisionistas, a veracidade do que foi dito acima é incerta.
Os combatentes não chegaram a um acordo, mas posteriormente, por razões pragmáticas, iniciaram uma cooperação militar limitada, dividindo o gueto em zonas a serem defendidas caso houvesse uma nova incursão das tropas alemãs.

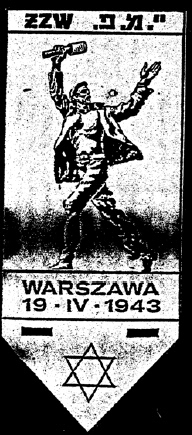
Galhardete da União Militar Judaica

A área patrulhada pela ŻZW era a região da Praça Muranów situada entre a Rua Muranowska e a Rua Nalewki, no distrito de Muranów, em Varsóvia (este local corresponde atualmente ao cruzamento das Ruas Stawki e Józefa Lewartowskiego). A sede do grupo estava localizada na Rua Muranowska, na casa n. 7, que estava abandonada.
As unidades da ŻOB foram divididas em três grupos - dois protegiam as chamadas "Lojas" - fábricas onde trabalhavam os presos do gueto, localizadas fora do muro do gueto, que foi reduzido após a operação de liquidação. O terceiro grupo, muito maior, estava situado na Praça Muranów, onde seis unidades, cada uma composta por 20 soldados, ocupavam casas na Rua Muranowska, as de números 1, 3, 5, 7-9 e 40.
As posições da ŻZW estavam em contato com as tropas da ŻOB, que ocupavam as casas nas ruas Zamenhofa, Miła, Gęsia e Nalewki. As unidades da ŻZW na Praça Muranów tinham à sua disposição um arsenal bem equipado, escondido em sua sede na Rua Muranowska. 
O historiador judeu, e testemunha ocular, Emanuel Ringelblum, que visitou a casa, ficou impressionado com o arsenal reunido pelo grupo. Ele escreve sobre os preparativos para o levante em seu diário. Ringelblum viu várias armas diferentes penduradas nas paredes, e também testemunhou a compra de um lote de armas por combatentes judeus.

### A batalha
Os combates na praça começaram logo após o início do Levante, em 19 de abril de 1943, e duraram pelo menos 3 dias. De acordo com Dawid Wdowiński, soldado e comandante da ŻZW, uma bandeira judaica branco-azulada foi pendurada nas casas da rua Muranowska número 7 e 9, onde era o quartel-general do ŻZW, e lá permaneceu hasteada por 5 dias após o início do levante.
De acordo com outros relatos, havia duas bandeiras tremulando ali: a bandeira judaica branco-azulada e a bandeira polonesa branco-vermelha; isso é confirmado pelos relatos dos historiadores Emanuel Ringelblum, Władysław Bartoszewski e Alicja Kaczyńska, que escreveram esse fato em suas memórias. As duas bandeiras também são mencionadas no relatório de Jürgen Stroop e no relato de Stroop escrito por seu companheiro de prisão do pós-guerra, Kazimierz Moczarski.

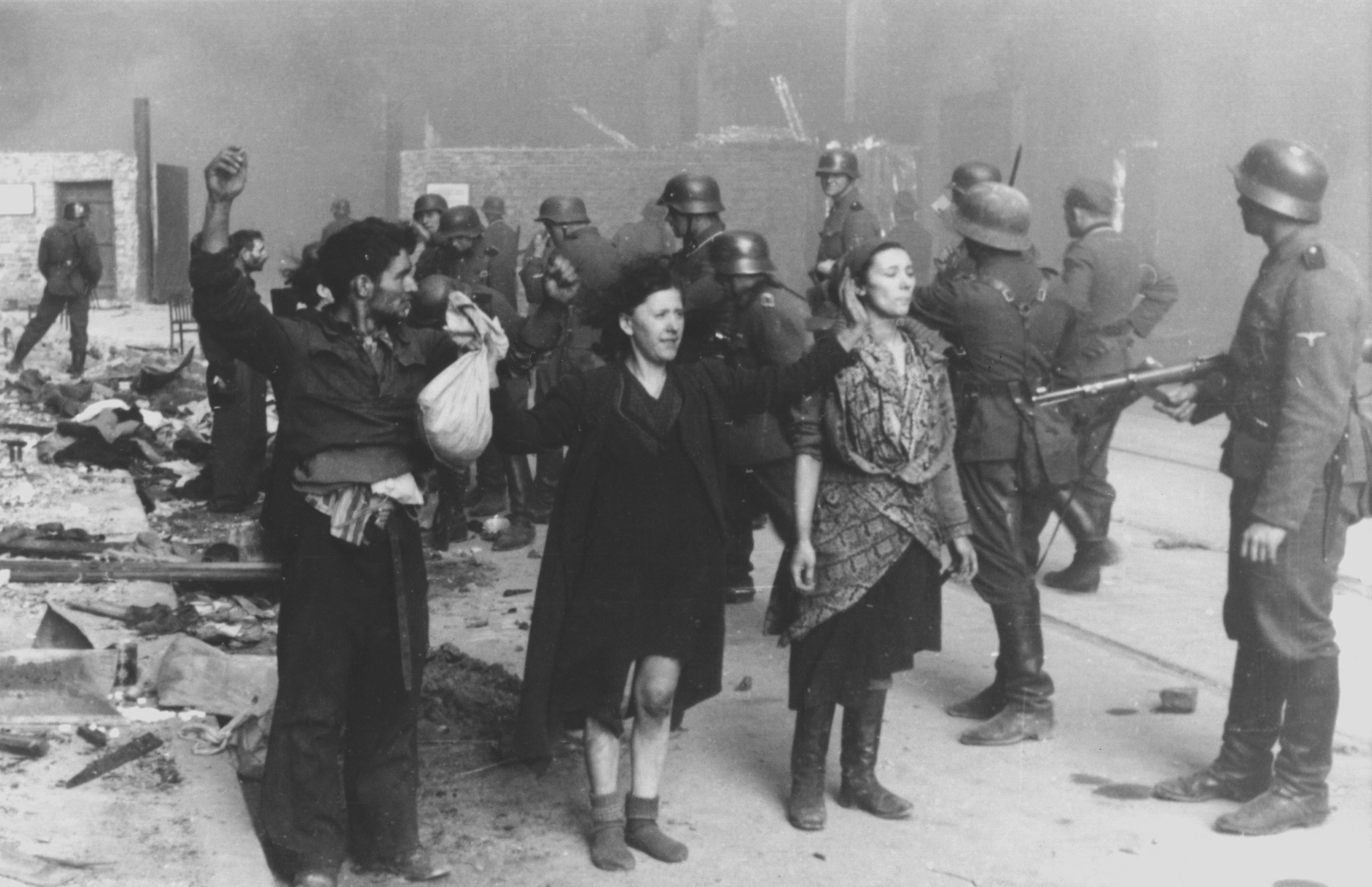
Uma fotografia publicada no Relatório Stroop sobre a batalha. A legenda, em alemão, dizia: "Esses bandidos lutaram em uma resistência armada". A foto foi tirada na rua Nowolipie, de fronte para o leste, perto do cruzamento com a rua Smocza. No fundo pode-se ver a parede do gueto com um portão.

O primeiro confronto ocorreu quando soldados de uma unidade alemã se aproximaram da rua Nalewki, na manhã de 19 de abril. Os insurgentes abriram fogo contra eles utilizando metralhadoras e revólveres, forçando os nazistas a recuar.
Durante as batalhas, naquele dia, dois comandantes da ŻZW, Paweł Frenkel e Leon Rodal, vestidos como oficiais da SS, abordaram uma unidade de soldados ucranianos agrupados perto da praça e os atacaram de surpresa, quebrando o cerco as tropas judaicas e restaurando o contato com o resto dos insurgentes.
Segundo Kazimierz Iranek-Osmecki, posteriormente chefe da Inteligência do Comando Principal do Exército da Pátria, os alemães, após capturarem o ponto de resistência da ŻOB na rua Gęsia, atacaram as posições da ŻZW na praça Muranów, comandadas por Paweł Frenkel.

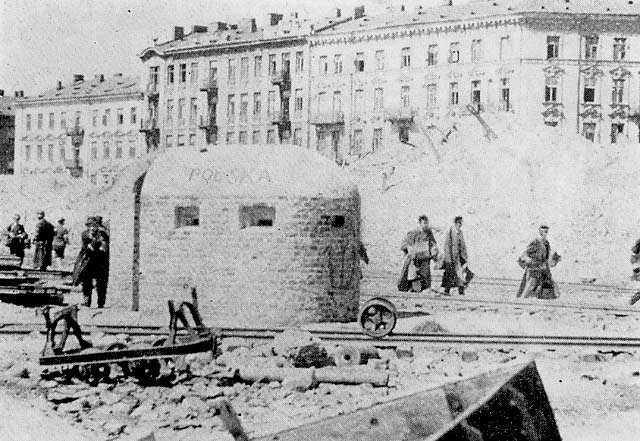
Casas 6 a 10 na rua Muranowska durante a Revolta de Varsóvia, em 1944

Na noite de 19 para 20 de abril o comando do ŻZW realizou uma reunião, na qual foi decidido distribuir a reserva de armas entre todos os insurgentes, para que não fossem tomadas pelos nazistas caso fossem capturados.
Combates pesados continuaram nos dias seguintes, e quando Jürgen Stroop assumiu o comando das unidades nazistas elas se tornaram ainda mais intensas. Sob as ordens de Stroop os alemães usaram táticas de destruição das casas, as queimando e bombardeando-as com canhões de grosso calibre. 
Os insurgentes, usando passagens ocultas entre as construções, atacaram os alemães de surpresa, mas perderam toda capacidade de comunicação, e só podiam se comunicar à noite. 
No quarto dia de batalha a unidade da rua Muranów se juntou ao grupo da ŻZW na rua Świętojerska, que foi capturado por uma unidade blindada alemã. De acordo com Wdowiński, no quinto dia do levante uma bandeira ainda estava hasteada na casa de comando da Praça Muranów, e os insurgentes ainda se defendiam atirando pelas janelas.
Pouco se sabe sobre o destino das unidades da ŻZW no gueto depois que perderam a comunicação entre si. Em 21 de abril um grupo da ŻZW ainda lutava nas ruas Franciszkańska e Miła. 
Algumas unidades se retiraram naquele dia para fora dos muros do gueto, tentando, com a ajuda da organização polonesa "Miecz i Pług", sair de Varsóvia para se refugiar em uma floresta perto de Otwock. Entretanto, foram denunciados pelo MiP (organização infiltrada por agentes da Gestapo) aos alemães, e morreram lutando na estrada para Otwock.
Algumas das unidades permaneceram no gueto e continuaram combatendo. Em 2 de maio de 1943 um grupo refugiou-se em um apartamento na rua Grzybowska, onde foram cercados e mortos.

### Relato de Władysław Zajdler
De acordo com Władysław Zajdler, em 27 de abril, a batalha na Praça Muranów recebeu o apoio de de 18 pessoas, o esquadrão "W" do Corpo de Segurança (uma organização autônoma associada ao Exército da Pátria), comandado por Henryk Iwański "Bystry". A unidade consistia em uma equipe chefiada por Władysław Zajdler "Żarski" e uma divisão sob o comando de Lejewski "Garbarz".
 

Segundo Zajdler, no dia 27 de abril os poloneses chegaram por um túnel, trazendo consigo armas, munições e alimentos. Mas, devido ao esgotamento total dos insurgentes, eles substituíram a unidade da ŻZW sob o comando de David Apfelbaum na posição central entre a Praça Muranów e a Rua Nalewki (atual Rua Bohaterów Getta), repelindo ataques alemães e letões apoiados por blindados. Żarski relatou:
"Em 26 de abril de 1943, por meio de um oficial de ligação membro da União Militar Judaica, recebemos o relatório do comandante de divisão Dawid Moryc Apfelbaum, que fora ferido e demandava ajuda na forma de armas e munições. As unidades judaicas recuperaram o acesso a um túnel que se estendia sob a estrada e dava no porão de uma casa fora dos muros do gueto, na Praça Muranów, número 7 (...) O quartel-general do Corpo de Segurança ordenou que organizássemos a passagem de nosso grupo de combate para a região do gueto. O grupo deveria se juntar à batalha, repelir os nazistas das cercanias do túnel e ajudar no transporte de mulheres e crianças feridas para o lado "ariano". (...) Um ataque da infantaria da SS se iniciou sob a cobertura de dois tanques. Granadas e balas dos combatentes poloneses e judeus, lutando ombro a ombro, caíram sobre os nazistas. O ataque foi repelido. Os combatentes recolheram as armas conquistadas".
Três subordinados de Henryk Iwański, seu irmão e dois de seus filhos, foram supostamente mortos nas intensas batalhas defensivas durante todo o dia, assim como dez combatentes judeus, entre eles Dawid Apfelbaum. O próprio Iwański foi ferido e, junto com outras 30 pessoas também feridas, foi evacuado por um túnel por seus soldados. Segundo algumas pesquisas, "junto com a ŻZW, naquele dia, uma unidade do Corpo de Segurança, sob o comando do capitão Iwański (...) combateu no gueto, sofrendo algumas perdas (incluindo a morte de seu filho)".
Iwański também relatou que ele e o Corpo de Segurança forneceram armas a ŻZW antes dos combates: "Fornecemos (...) armas, munições e granadas (...) de 1940 a 1943. Em março e abril de 1943, antes do início do levante, entregamos no gueto grandes quantidades de metralhadoras e pistolas, munições, várias caixas de granadas do tipo "Filipinka" (...) Durante a revolta no gueto nosso povo - principalmente bombeiros membros do Corpo de Segurança -, forneceram munição aos combatentes judeus cerca de 20 vezes".
Os relatos de Iwański também foram confirmados por Tadeusz Bednarczyk "Bednarz" - um mensageiro entre a ŻZW e o Corpo de Segurança, que entregaria armas pessoalmente aos judeus.

### Controvérsia
Não há um consenso entre os historiadores sobre a participação de combatentes poloneses do Corpo de Segurança nas batalhas da Praça Muranów, em 27 de abril de 1943. De acordo com Barbara Engelking e Jacek Leociak, o relato não foi confirmado por nenhuma outra fonte, e sabe-se que as unidades da ŻZW se evadiram do gueto antes de 27 de abril. Portanto, embora esse relato possa ser verdadeiro, de acordo com esses historiadores, Zajdler está equivocado quanto à data ou local dos combates.
De acordo com os historiadores Dariusz Libionka e Laurence Weinbaum, Zajdler e Iwański forjaram seus relatos sobre a participação nas batalhas do gueto para obter privilégios de veterano. Eles argumentam que o relato de Zajdler sobre a batalha, que apareceu em 1962, é diferente do seu extenso relato anterior, de 1948, no qual Iwański não menciona a batalha de 27 de abril, a morte de membros de sua família ou a luta conjunta com Zajdler. 
Libionka e Weinbaum, referenciando outras imprecisões (como, por exemplo, que a fundação do Corpo de Segurança não ocorreu até o outono de 1943), afirmam que os relatos de Iwański e Zajdler são falsos. Os historiadores também questionam o fato de duas bandeiras, uma judaica e outra polonesa, terem sido hasteadas no gueto. Na opinião deles, trata-se de uma bonita lenda, infelizmente não confirmada por fontes históricas com credibilidade. Eles também contestam a existência de Dawid Apfelbaum.

### Descrição da Batalha no Relatório de Jürgen Stroop

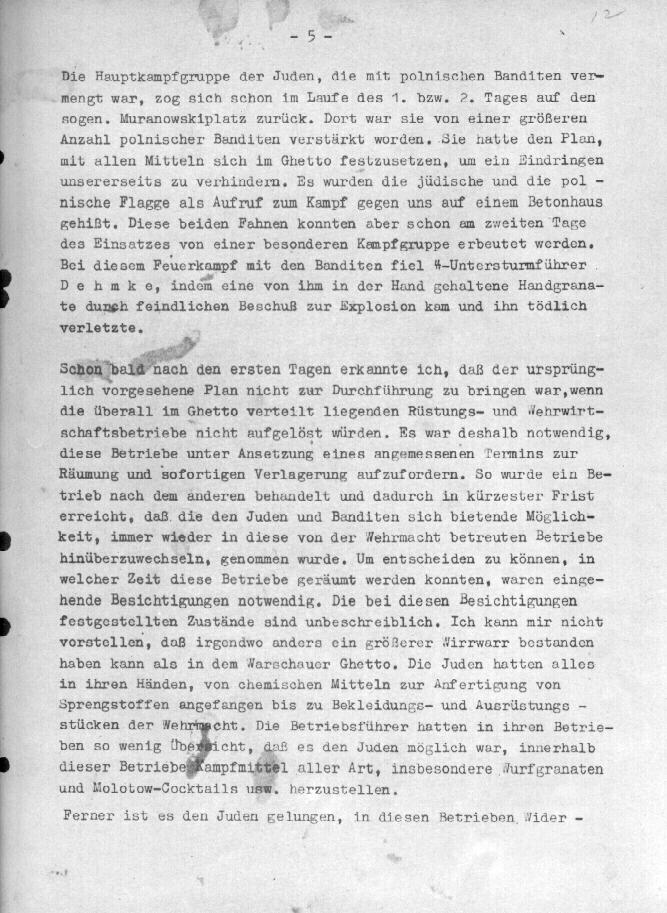
Quinta página do Relatório Stroop descrevendo a Batalha da Praça Muranów.

As operações militares nazistas na Praça Muranów são descritas em um relatório de 75 páginas escrito por Jürgen Stroop, oficial da SS e general da polícia, que comandou as unidades alemãs que lutaram contra o levante. De acordo com o Relatório Stroop:
“O principal grupo de judeus, misturado com bandidos poloneses, se retirou para a conhecida Praça Muranów no primeiro ou segundo dia de batalhas. Lá, foram rearmados por um grande grupo de bandidos poloneses. Este grupo decidiu se fortificar de todas as maneiras possíveis para nos impedir de penetrar mais adentro na área do gueto. Eles levantaram duas bandeiras no telhado de um prédio, uma judaica e outra polonesa, como sinal de luta contra nós. As duas bandeiras foram retiradas no segundo dia da operações, durante uma invasão do grupo de batalha especial. O oficial SS Untersturmführer Demke foi morto na luta contra os bandidos.” (Relatório Stroop, abril de 1943).
Em 27 de abril, em seu relatório, Jürgen Stroop anotou informações que podem confirmar, parcialmente, o relato de Żarski. Ele descreve as batalhas alemãs contra um grande grupo de insurgentes judeus em construções adjacentes à parte nordeste do gueto, localizadas fora do gueto, em Muranów. Stroop enviou unidades para lá sob o comando de Diehl com base em uma denúncia. Os alemães descobriram um grupo de 120 pessoas "fortemente armadas com pistolas, rifles e metralhadoras leves", que reagiram. Durante a batalha, "24 bandidos foram mortos e 52 presos". A luta se arrastou até o dia seguinte. Stroop escreve:
"(...) prendemos 17 poloneses, dentre eles dois policiais que já deveriam saber da existência dessa quadrilha. Apreendemos 3 rifles, 12 pistolas, 100 granadas polonesas, 27 capacetes alemães, um grande número de uniformes e casacos alemães, munição para metralhadoras, 300 pentes de munição e assim por diante. O comandante da unidade de assalto teve uma tarefa difícil a cumprir, pois muitos bandidos trajavam uniformes alemães. Mas, apesar disso, ele lidou com todos vigorosamente. Entre os bandidos capturados ou mortos, estavam alguns terroristas poloneses, que definitivamente identificamos. Hoje descobrimos e executamos, com sucesso, um dos fundadores e líder de um grupo militar judaico-polones.”

## Comemoração
A batalha é celebrada por uma placa instalada pelo Sistema de Informações Municipais da Polônia no prédio da Rua Muranowska, número 1.